# Gewog di Dagala
Il gewog di Dagala è uno degli otto raggruppamenti di villaggi del distretto di Thimphu, nella regione Occidentale, in Bhutan.